# 诺伦多夫广场站

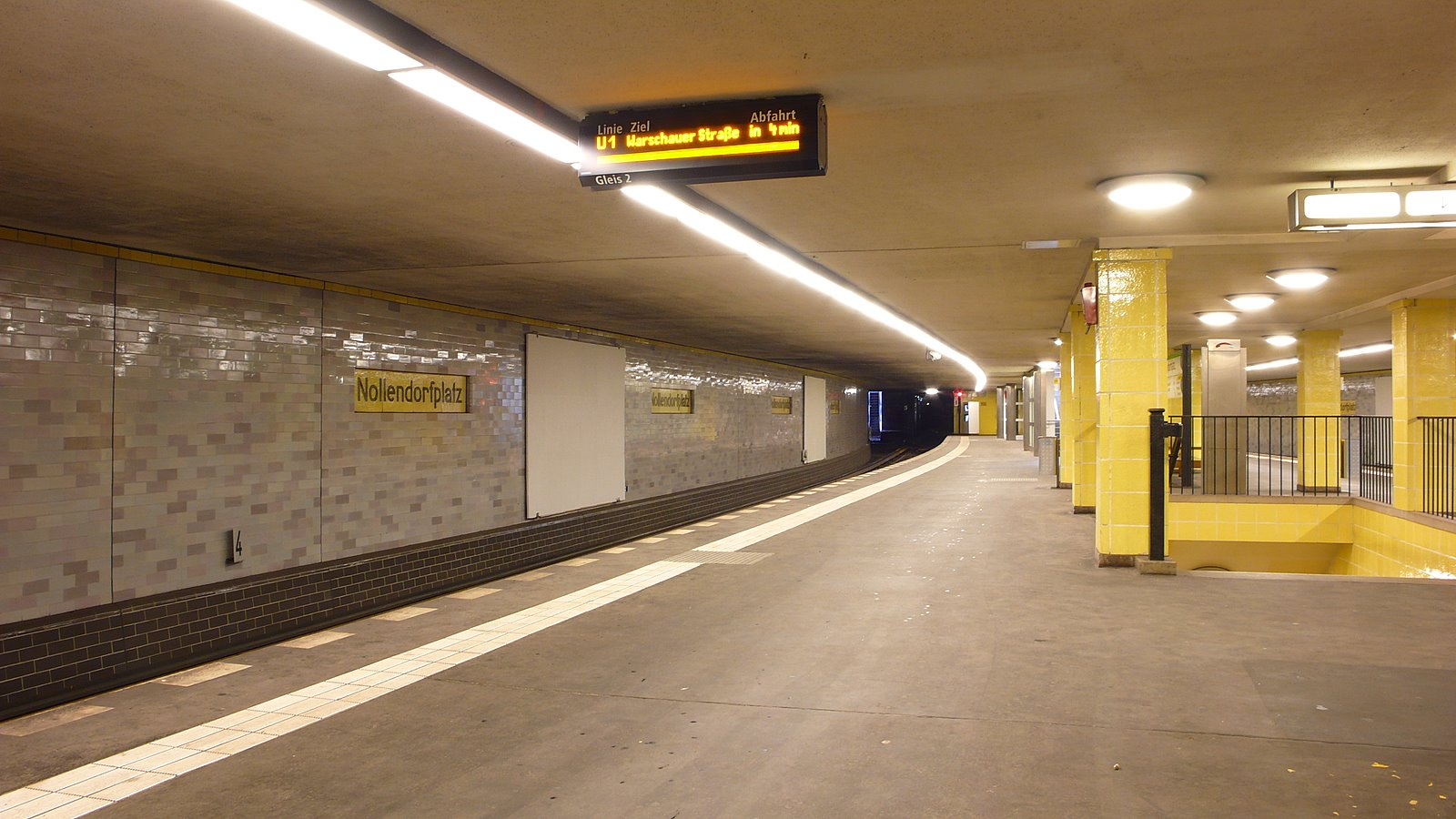
地铁1号线站台

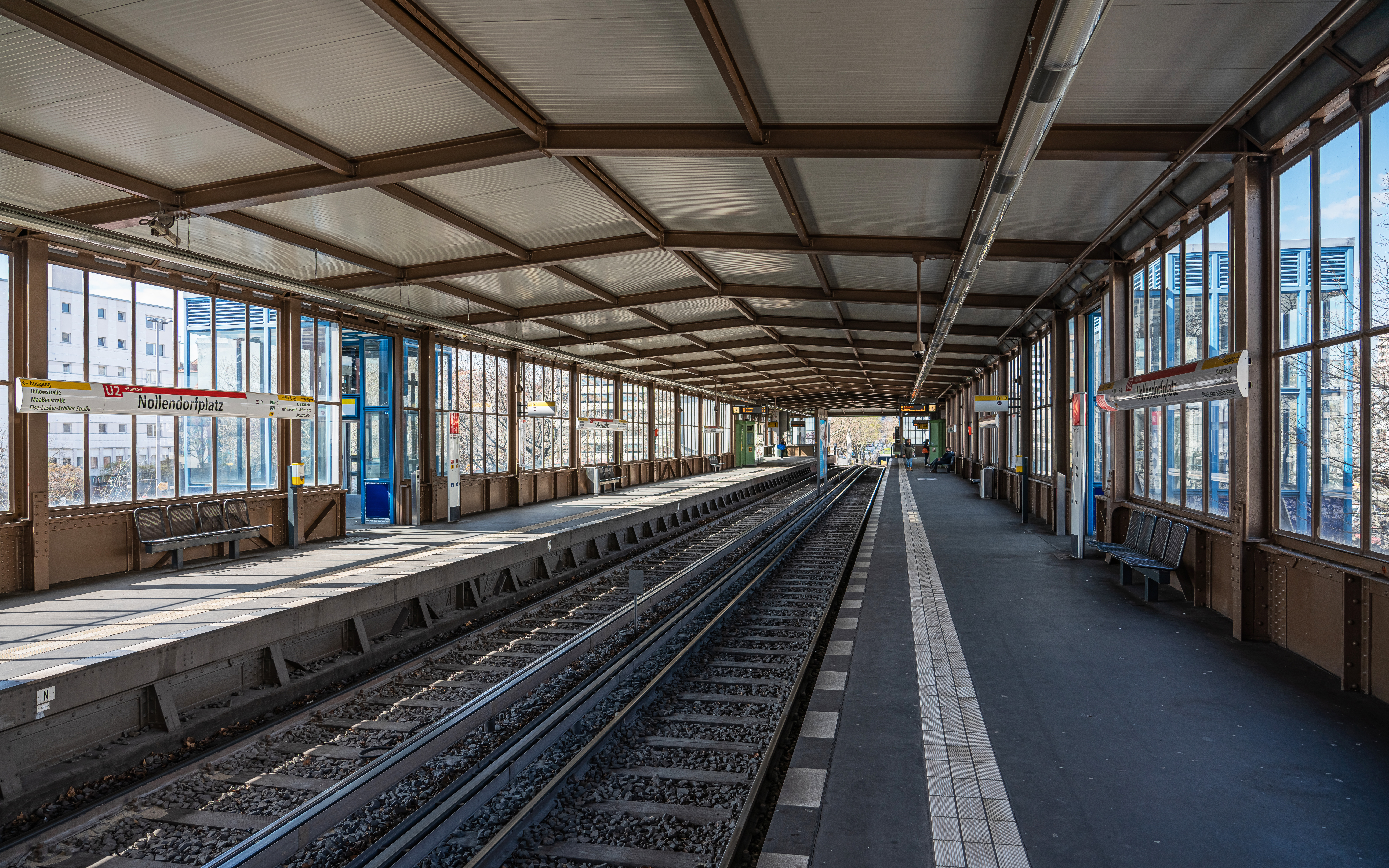
地铁2号线站台

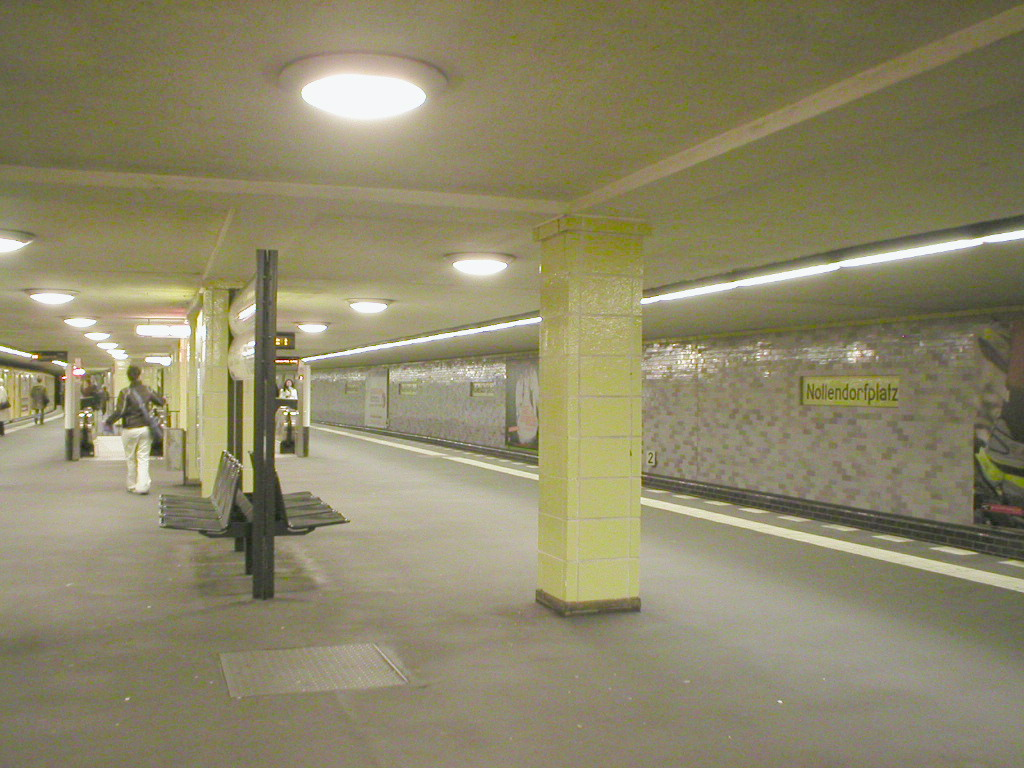
地铁3号线站台

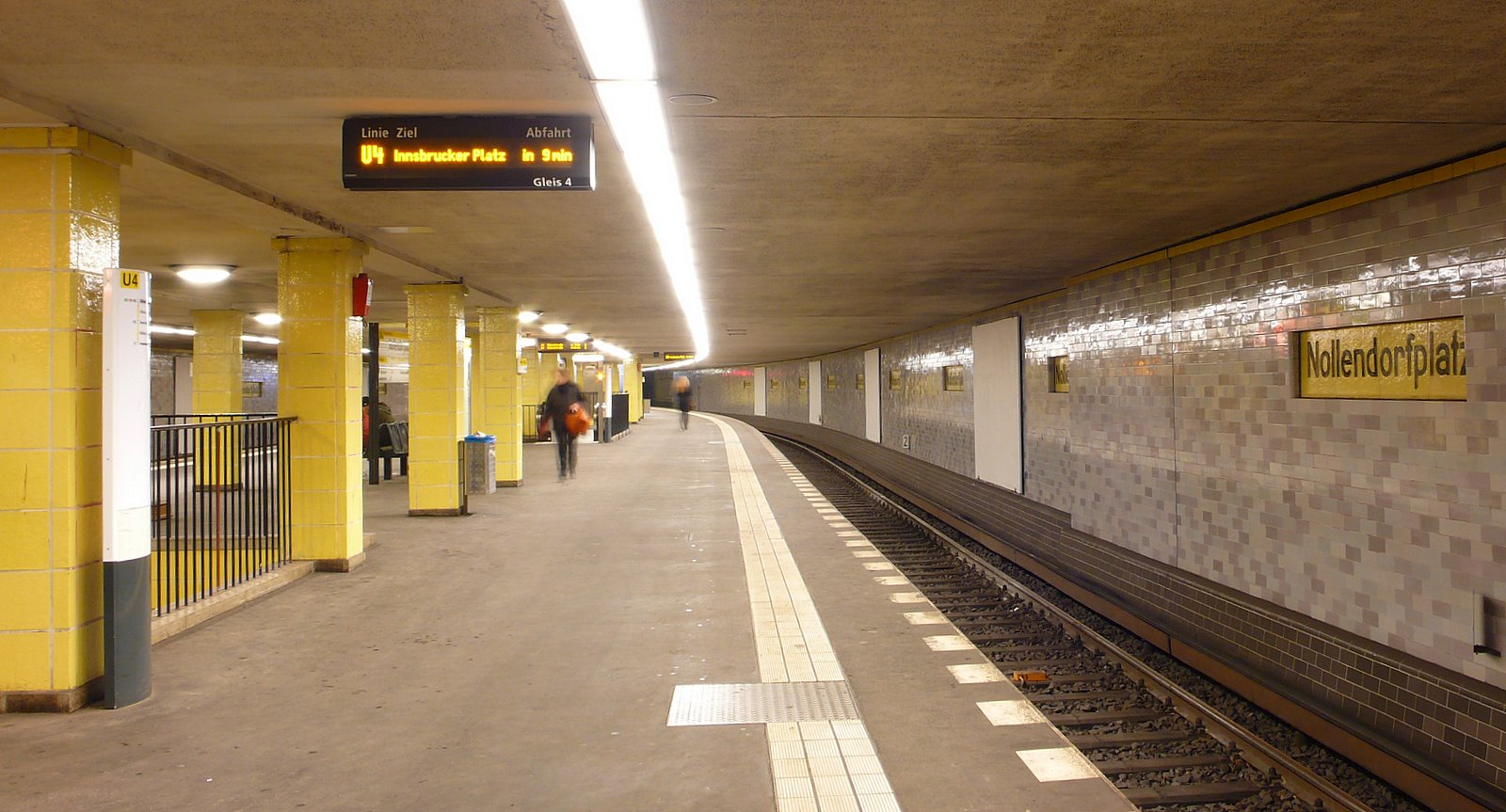
地铁4号线站台

诺伦多夫广场站（德語：U-Bahnhof Nollendorfplatz）是德国柏林地铁的一个车站，位于滕珀尔霍夫－舍嫩贝格，途经的线路有柏林地铁1号线、2号线、3号线、4号线。
车站启用于1902年3月11日，名字取自邻近的诺伦多夫广场。